# Boris Mamaev
Boris Mamaev, Boris Michailovič Mamaev, född den 27 augusti 1932 i Uljanovsk, död 2003, var en rysk entomolog som specialiserade sig på gallmyggor.
Auktorsnamnet Mamaev kan användas för Boris Mamaev i samband med ett vetenskapligt namn inom zoologin; se Wikipedia-artiklar som länkar till auktorsnamnet.
|  | Wikispecies har information om Boris Mamaev. |